# 155 Scylla
Scylla (asteroide 155) é um asteroide da cintura principal com um diâmetro de 39,9 quilómetros, a 1,9980809 UA. Possui uma excentricidade de 0,2757075 e um período orbital de 1 673,54 dias (4,58 anos).
Scylla tem uma velocidade orbital média de 17,93259721 km/s e uma inclinação de 11,39314º.
Esse asteroide foi descoberto em 8 de Novembro de 1875 por Johann Palisa.
Este asteroide recebeu este nome em homenagem à personagem Cila da mitologia grega.